# Toyota Isis
Toyota Isis — семимісний великий MPV, виготовлений компанією Kanto Auto Works за контрактом для японського автовиробника Toyota. Він продається в Японії і був запущений у вересні 2004 року. Він оснащений розсувними дверима та доступний з переднім або повним приводом і рядними 1,8- та 2,0-літровими бензиновими двигунами. Він змагався в Японії з Honda Stream і Nissan Lafesta.
Isis використав унікальний підхід до розсувних дверей: двері переднього пасажира та розсувні двері заднього пасажира блокуються, коли вони закриті, замість того, щоб двері кріпилися до дверей. Ця система дверей використовується тільки з боку пасажира. Двері з боку водія кріпляться за допомогою звичайного косяка. Сидіння переднього пасажира можна скласти, а потім нахилити вперед для додаткового доступу пасажира. Двері також з'єднуються з верхнім і нижнім дверними отворами, щоб обидві двері можна було відкрити незалежно одна від одної. Ця функція дверей була вперше використана Toyota на Toyota Raum. Цей тип дверей вперше був використаний на Nissan Prairie у 1981 році, а також використовувався на Ford B-Max.

Для 2007 модельного року лише для японських моделей, G-BOOK, телематична послуга передплати пропонувалася як опція.

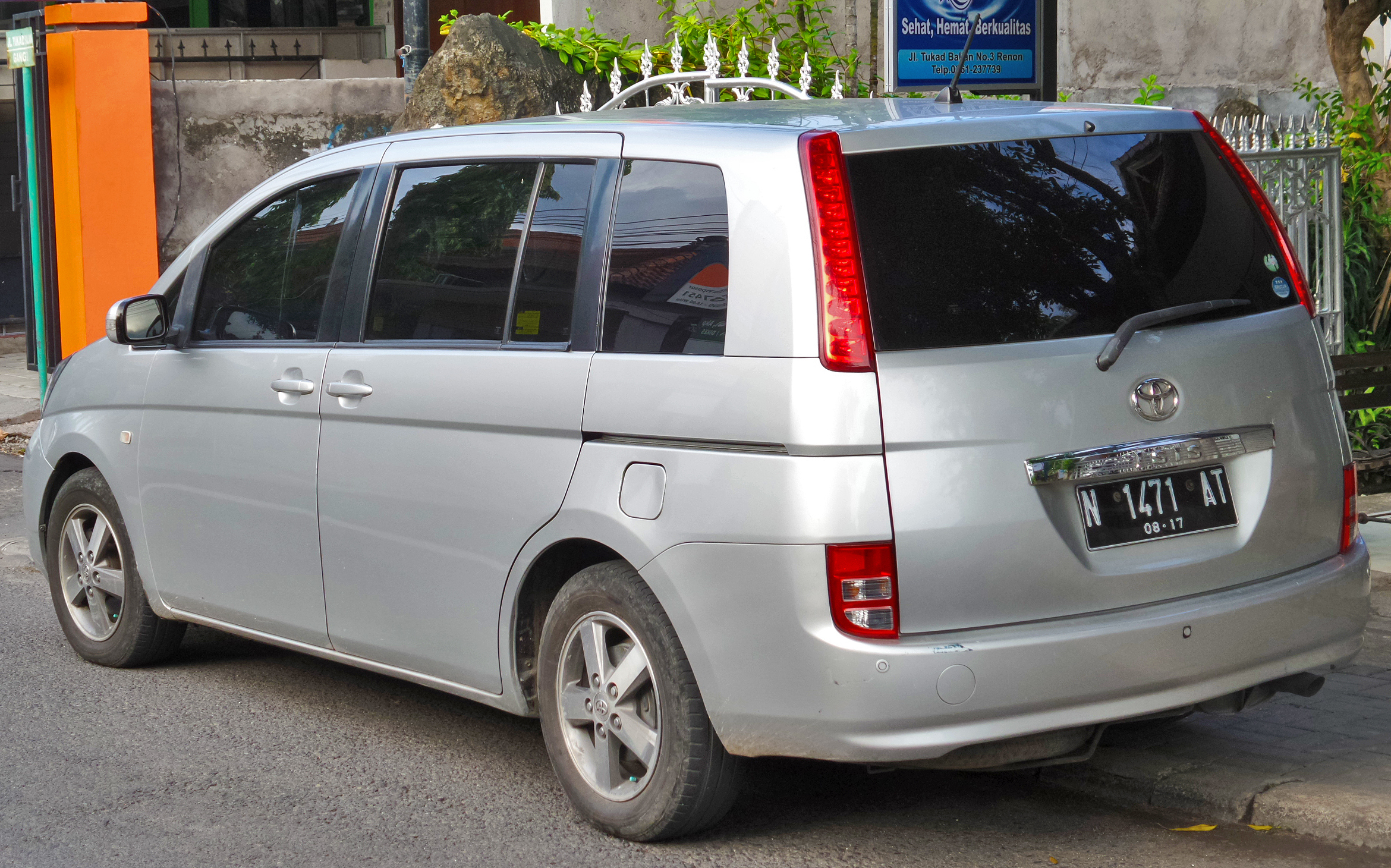
Вид ззаду (до рестайлінгу)
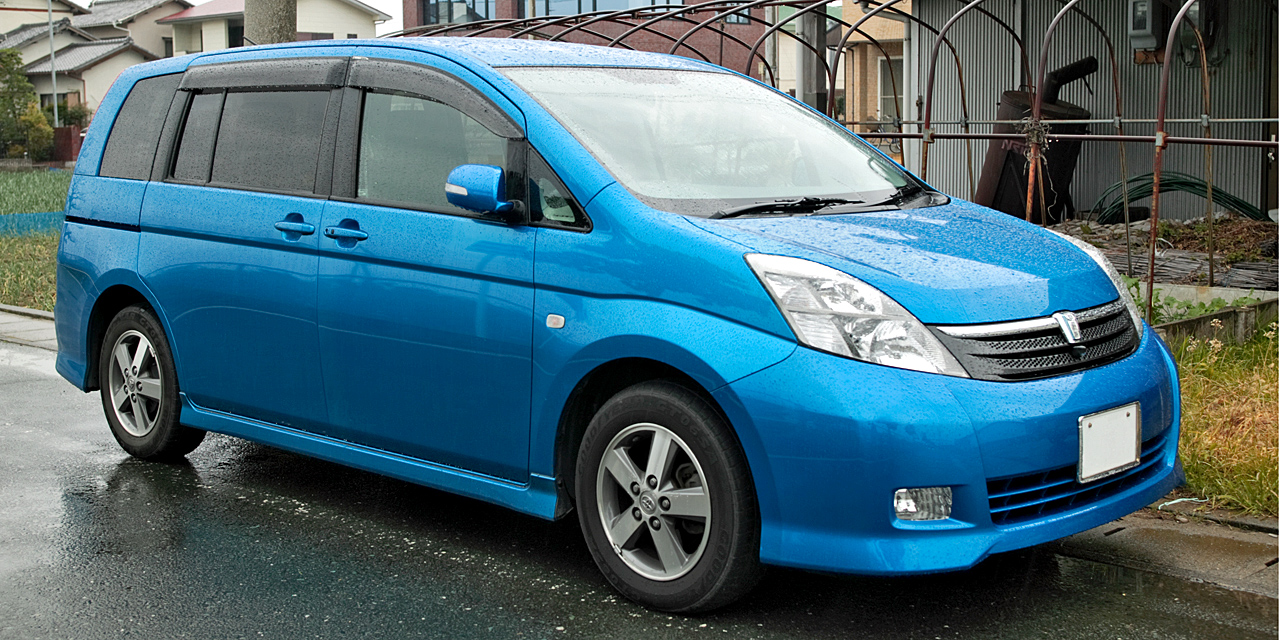
Isis Platana (до рестайлінгу)
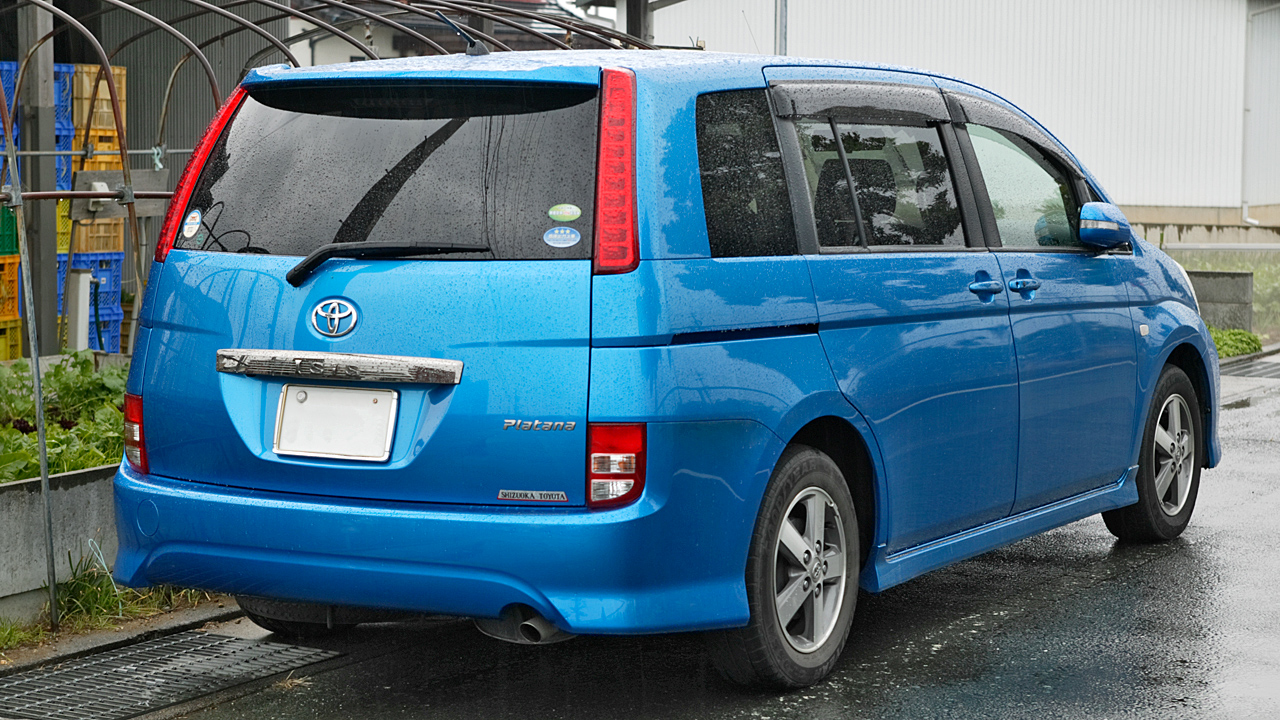
Isis Platana (до рестайлінгу)
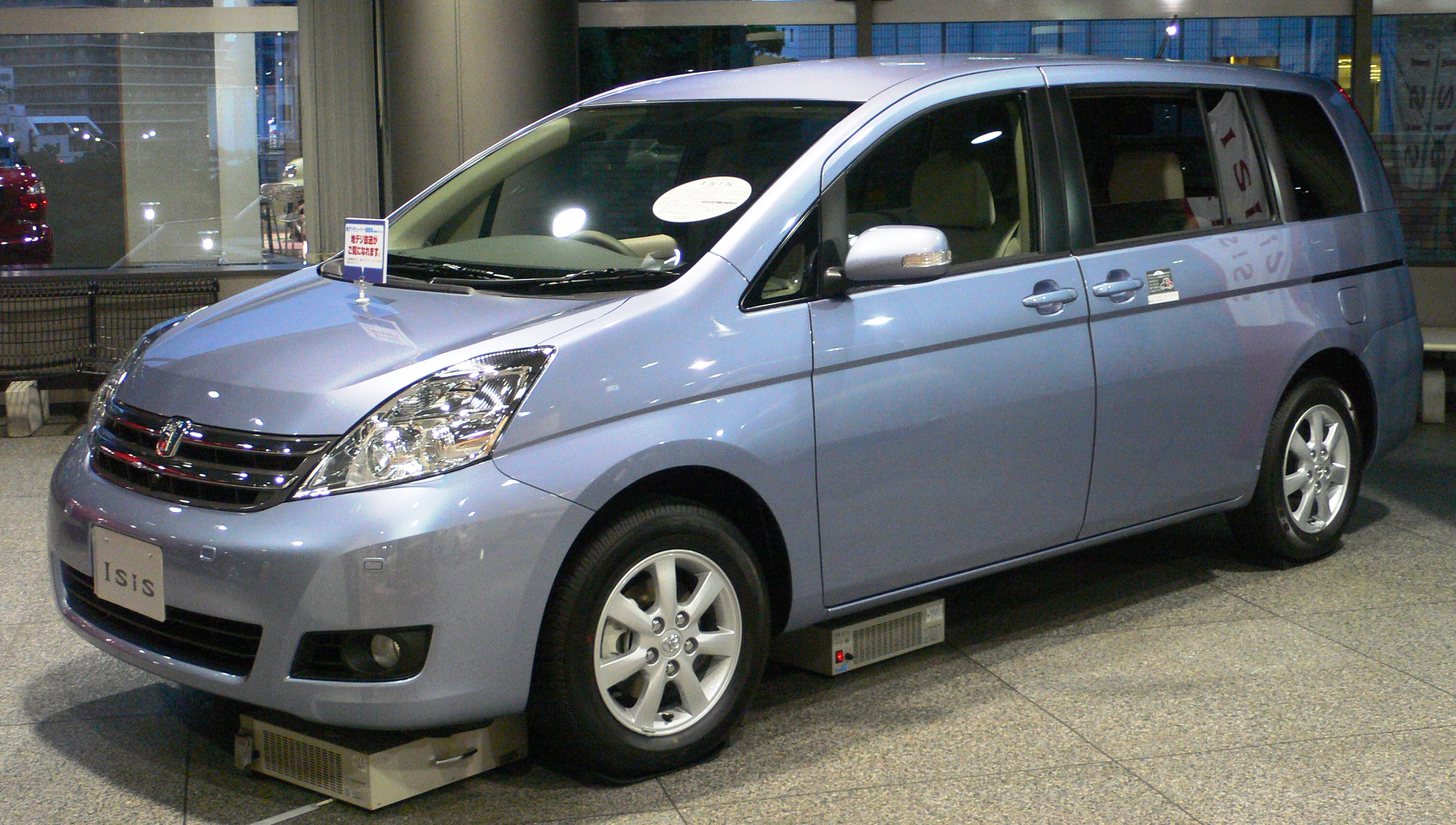
2007 Isis (перший фейсліфтінг)
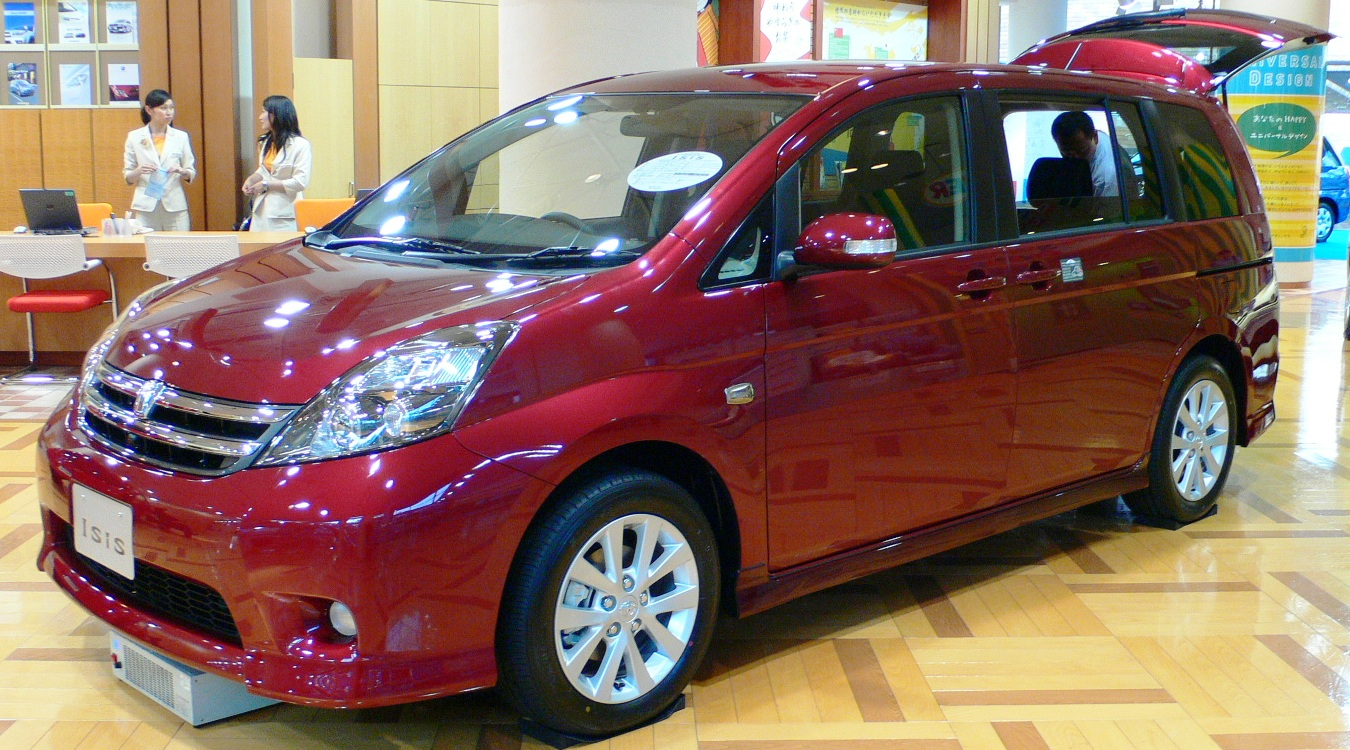
2007 Isis Platana (перший фейсліфтінг)
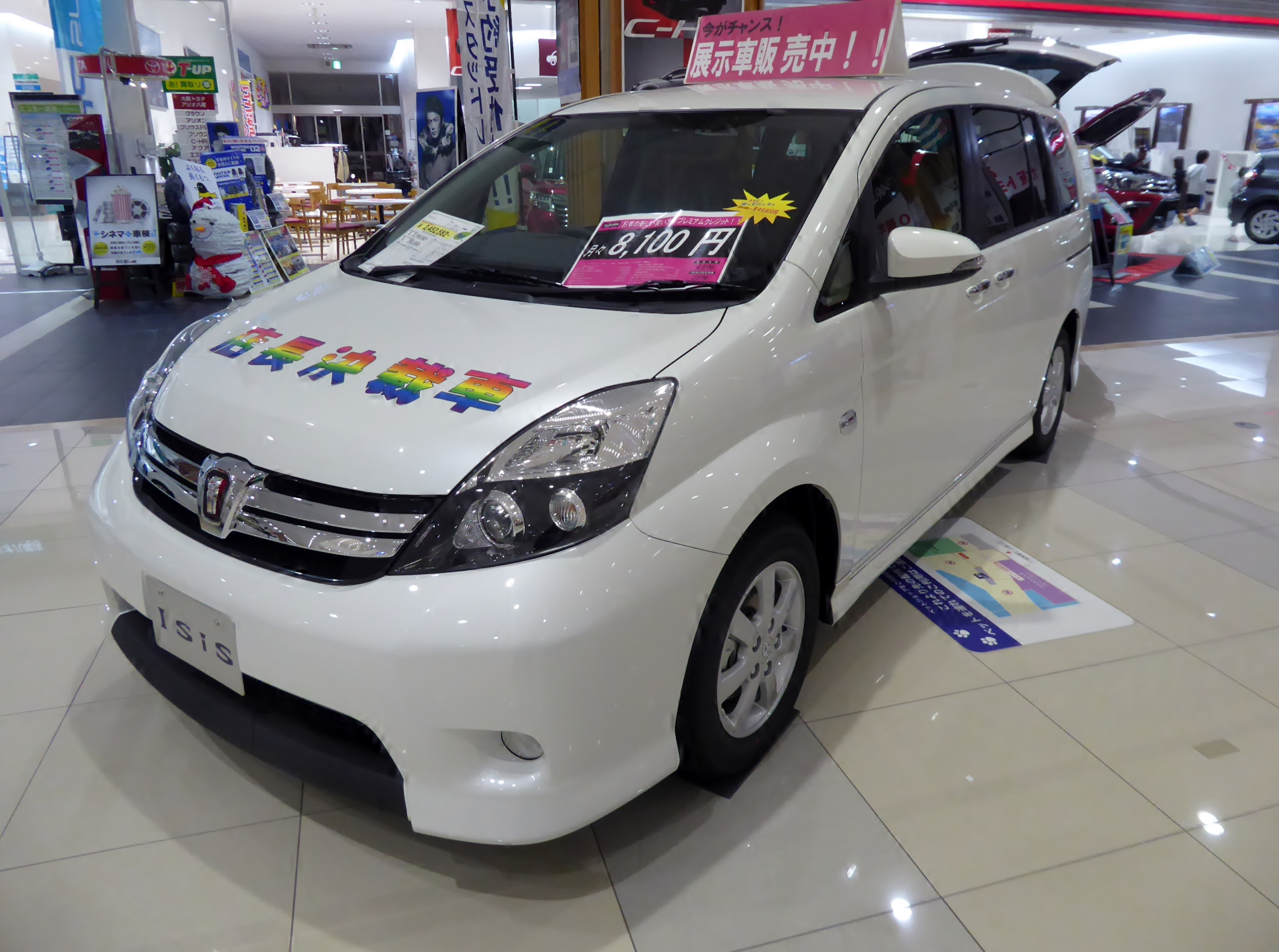
Isis Platana V-Selection Blanc (другий фейсліфтінг)
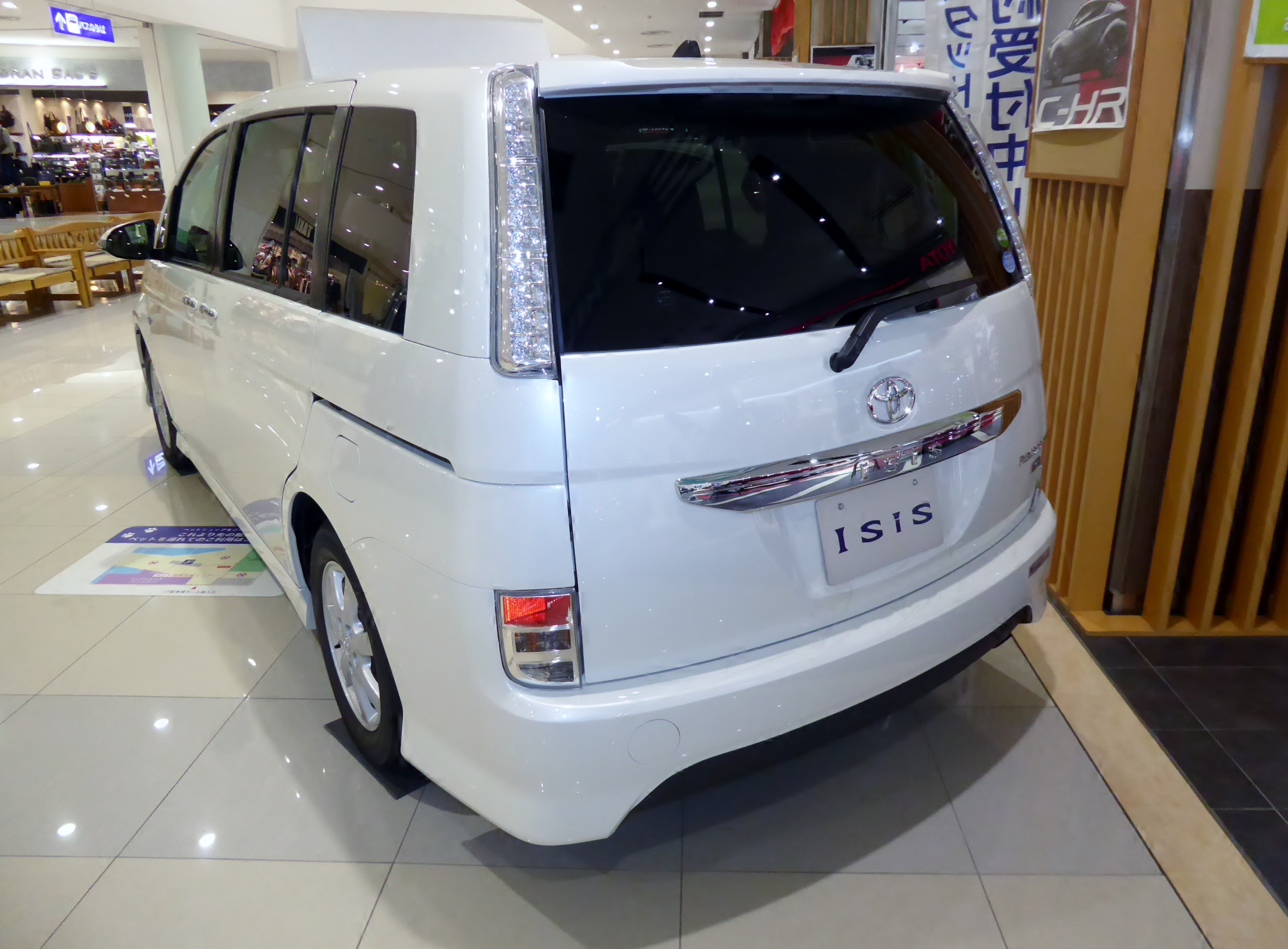
Isis Platana V-Selection Blanc (другий фейсліфтінг)
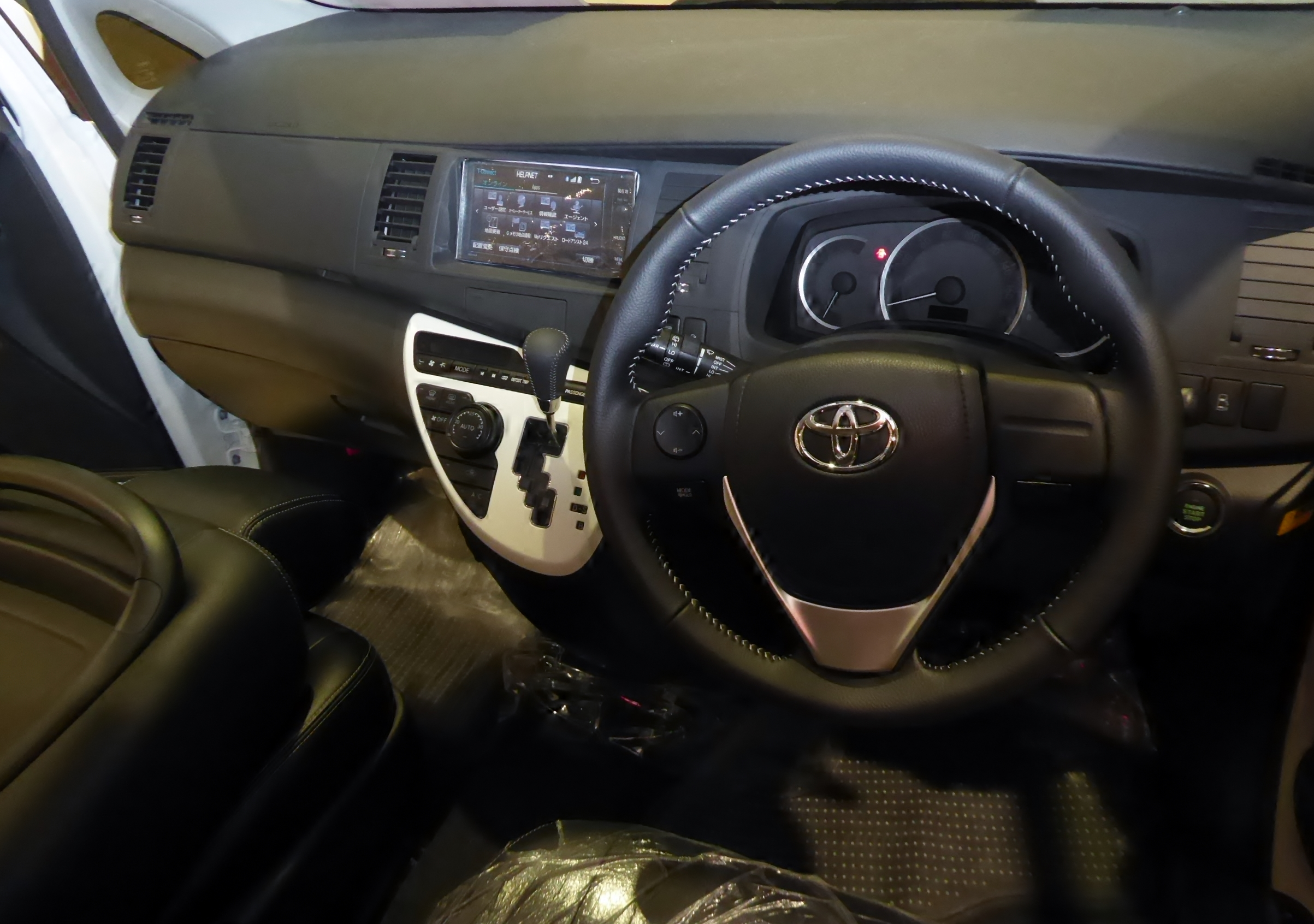
Інтер'єр (другий фейсліфт)
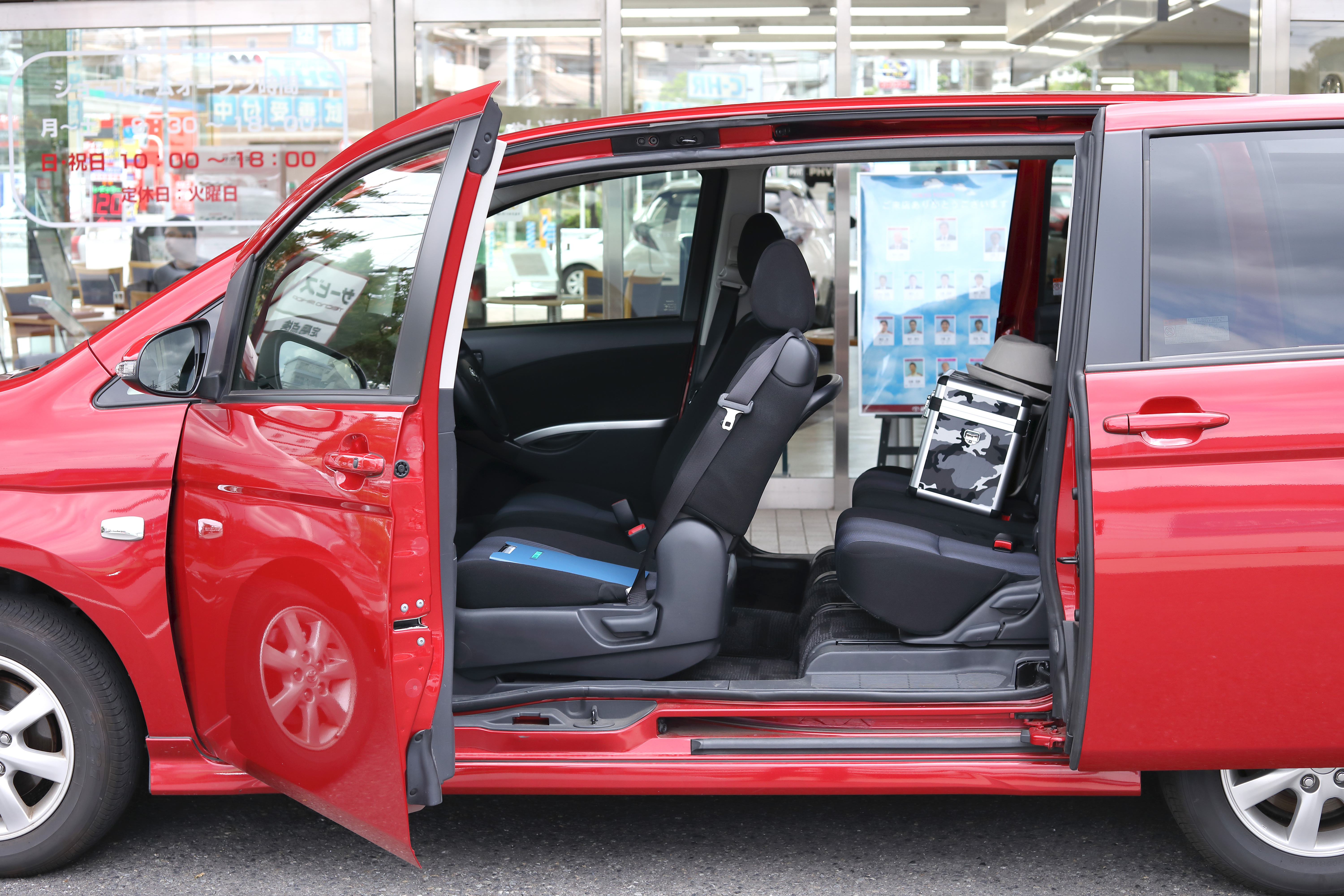
Isis з відкритими дверима